# 3275 Oberndorfer
3275 Oberndorfer је астероид главног астероидног појаса чија средња удаљеност од Сунца износи 2,332 астрономских јединица (АЈ).
Апсолутна магнитуда астероида је 13,1.